# Campeonato Mundial de Atletismo de 2017 - Lançamento de dardo masculino
A competição do lançamento de dardo masculino no Campeonato Mundial de Atletismo de 2017 foi realizada no Estádio Olímpico de Londres nos dias 10 e 12 de agosto. Johannes Vetter da Alemanha levou a medalha de ouro. 

## Recordes
Antes da competição, os recordes eram os seguintes:
| Recorde mundial                               | Jan Železný (CZE)      | 98.48 | Jena, Alemanha               | 25 de maio de 1996      |
| Recorde do campeonato                         | Jan Železný (CZE)      | 92.80 | Edmonton, Canadá             | 12 de agosto de 2001    |
| Recorde do ano                                | Johannes Vetter (GER)  | 94.44 | Lucerna, Suíça               | 11 de julho de 2017     |
| Recorde africano                              | Julius Yego (KEN)      | 92.72 | Pequim, China                | 26 de agosto de 2015    |
| Recorde asiático                              | Zhao Qinggang (CHN)    | 89.15 | Incheon, Coreia do Sul       | 2 de outubro de 2014    |
| Recorde da América do Norte, Central e Caribe | Breaux Greer (USA)     | 91.29 | Indianápolis, Estados Unidos | 21 de junho de 2007     |
| Recorde da América do Sul                     | Edgar Baumann (PAR)    | 84.70 | San Marcos, Estados Unidos   | 17 de outubro de 1999   |
| Recorde europeu                               | Jan Železný (CZE)      | 98.48 | Jena, Alemanha               | 25 de maio de 1996      |
| Recorde da Oceania                            | Jarrod Bannister (AUS) | 89.02 | Brisbane, Austrália          | 29 de fevereiro de 2008 |

## Medalhistas
| Ouro                  | Prata                | Bronze              |
| Johannes Vetter (GER) | Jakub Vadlejch (CZE) | Petr Frydrych (CZE) |

## Tempo de qualificação
| Tempo de qualificação |
| --------------------- |
| 83.00 metros          |

## Calendário
| Data                 | Horário | Fase         |
| -------------------- | ------- | ------------ |
| 10 de agosto de 2017 | 19:05   | Qualificação |
| 12 de agosto de 2017 | 20:15   | Final        |

Todos os horários estão no horário local (UTC+1)

## Resultados

### Qualificação
Qualificação: 83,00 m (Q) ou as doze melhores performances (q) 
| Pos. | Grupo | Atleta              | Nacionalidade     | Tentativa | Tentativa | Tentativa | Marca | Notas |
| Pos. | Grupo | Atleta              | Nacionalidade     | 1         | 2         | 3         | Marca | Notas |
| ---- | ----- | ------------------- | ----------------- | --------- | --------- | --------- | ----- | ----- |
| 1    | A     | Johannes Vetter     | Alemanha          | 91.20     | -1        | -1        | 91.20 | Q     |
| 2    | B     | Petr Frydrych       | Chéquia           | 86.22     | -1        | -1        | 86.22 | Q ,   |
| 3    | B     | Keshorn Walcott     | Trinidad e Tobago | 86.01     | -1        | -1        | 86.01 | Q     |
| 4    | A     | Tero Pitkämäki      | Finlândia         | 85.97     | -1        | -1        | 85.97 | Q     |
| 5    | B     | Andreas Hofmann     | Alemanha          | 82.35     | 85.62     | -1        | 85.62 | Q     |
| 6    | B     | Ioannis Kiriazis    | Grécia            | 84.60     | -1        | -1        | 84.60 | Q     |
| 7    | B     | Davinder Singh Kang | Índia             | 82.22     | 82.14     | 84.22     | 84.22 | Q     |
| 8    | B     | Thomas Röhler       | Alemanha          | 80.88     | 83.87     | -1        | 83.87 | Q     |
| 9    | B     | Jakub Vadlejch      | Chéquia           | 83.87     | -1        | -1        | 83.87 | Q     |
| 10   | B     | Magnus Kirt         | Estónia           | 83.86     | -1        | -1        | 83.86 | Q     |
| 11   | A     | Ahmed Bader Magour  | Catar             | 83.83     | -1        | -1        | 83.83 | Q     |
| 12   | A     | Julius Yego         | Quênia            | 83.57     | -1        | -1        | 83.57 | Q     |
| 13   | A     | Marcin Krukowski    | Polónia           | 81.79     | 77.48     | 83.49     | 83.49 | Q     |
| 14   | A     | Hamish Peacock      | Austrália         | 77.88     | 82.46     | 82.19     | 82.46 |       |
| 15   | A     | Neeraj Chopra       | Índia             | 82.26     | x         | 80.54     | 82.26 |       |
| 16   | A     | Jaroslav Jílek      | Chéquia           | 73.48     | 72.79     | 80.97     | 80.97 |       |
| 17   | A     | Andrian Mardare     | Moldávia          | 78.68     | 76.80     | 80.18     | 80.18 |       |
| 18   | B     | Cyrus Hostetler     | Estados Unidos    | 77.51     | 75.79     | 79.71     | 79.71 |       |
| 19   | A     | Rolands Štrobinders | Letônia           | 78.22     | 79.68     | 79.28     | 79.68 |       |
| 20   | B     | Anderson Peters     | Granada           | 70.49     | 78.99     | 78.82     | 78.99 |       |
| 21   | B     | Norbert Rivasz-Tóth | Hungria           | 78.76     | 74.37     | 74.22     | 78.76 |       |
| 22   | A     | Cheng Chao-tsun     | Taipé Chinesa     | 76.58     | x         | 77.87     | 77.87 |       |
| 23   | A     | Ryohei Arai         | Japão             | x         | 77.38     | 74.77     | 77.38 |       |
| 24   | B     | Ben Langton-Burnell | Nova Zelândia     | 76.46     | 73.47     | 74.46     | 76.46 |       |
| 25   | A     | Tanel Laanmäe       | Estónia           | 76.41     | 73.84     | x         | 76.41 |       |
| 26   | A     | Vítězslav Veselý    | Chéquia           | 75.50     | x         | x         | 75.50 |       |
| 27   | A     | Pavel Mialeshka     | Bielorrússia      | 75.33     | x         | x         | 75.33 |       |
| 28   | B     | Braian Toledo       | Argentina         | 75.24     | x         | 75.29     | 75.29 |       |
| 29   | B     | Alexandru Novac     | Roménia           | 74.67     | x         | x         | 74.67 |       |
| 30   | B     | Rocco van Rooyen    | África do Sul     | 73.93     | 74.02     | 70.27     | 74.02 |       |
| 31   | B     | Waruna Lakshan      | Sri Lanka         | 73.16     | x         | x         | 73.16 |       |
| 32   | A     | Edis Matusevičius   | Lituânia          | x         | x         | x         | NM    |       |

### Final
A final da prova ocorreu dia 12 de agosto às 20:15. 
| Pos.              | Atleta              | Nacionalidade     | Tentativa | Tentativa | Tentativa | Tentativa | Tentativa | Tentativa | Marca | Notas           |
| Pos.              | Atleta              | Nacionalidade     | 1         | 2         | 3         | 4         | 5         | 6         | Marca | Notas           |
| ----------------- | ------------------- | ----------------- | --------- | --------- | --------- | --------- | --------- | --------- | ----- | --------------- |
| Medalha de ouro   | Johannes Vetter     | Alemanha          | 89.89     | 89.78     | 87.22     | x         | 82.25     | 87.71     | 89.89 |                 |
| Medalha de prata  | Jakub Vadlejch      | Chéquia           | 77.10     | 89.73     | 85.04     | 86.23     | 87.70     | 83.22     | 89.73 | Recorde pessoal |
| Medalha de bronze | Petr Frydrych       | Chéquia           | 84.31     | 80.48     | 82.94     | 87.93     | 87.93     | 88.32     | 88.32 | Recorde pessoal |
| 4                 | Thomas Röhler       | Alemanha          | 87.08     | 88.26     | x         | 86.14     | 85.97     | 86.40     | 88.26 |                 |
| 5                 | Tero Pitkämäki      | Finlândia         | 83.49     | x         | 86.94     | 79.69     | x         | x         | 86.94 |                 |
| 6                 | Ioannis Kiriazis    | Grécia            | 79.57     | 81.68     | 84.52     | 82.79     | x         | 79.4      | 84.52 |                 |
| 7                 | Keshorn Walcott     | Trinidad e Tobago | 84.48     | x         | 80.63     | 83.62     | x         | 81.82     | 84.48 |                 |
| 8                 | Andreas Hofmann     | Alemanha          | 75.45     | 83.76     | 80.96     | 83.65     | 81.94     | 83.98     | 83.98 |                 |
| 9                 | Marcin Krukowski    | Polónia           | 82.01     | x         | 79.54     | z         | z         | z         | 82.01 |                 |
| 10                | Ahmed Bader Magour  | Catar             | 76.34     | 81.77     | 79.34     | z         | z         | z         | 81.77 |                 |
| 11                | Magnus Kirt         | Estónia           | 80.48     | x         | x         | z         | z         | z         | 80.48 |                 |
| 12                | Davinder Singh Kang | Índia             | 75.40     | x         | 80.02     | z         | z         | z         | 80.02 |                 |
| 13                | Julius Yego         | Quênia            | x         | 76.29     | 75.31     | z         | z         | z         | 76.29 |                 |

Legenda
| Recorde mundial       | Recorde mundial (World record)               |                       | Recorde africano                      | Recorde africano (African) |                                           | Q | Classificado por posição (Qualified) |
| Recorde do campeonato | Recorde do campeonato (Championship record)  | Recorde da América    | Recorde da América (Americas)         | q                          | Classificado por melhor tempo (Qualified) |   |                                      |
| Melhor marca do ano   | Melhor marca do ano (World leading)          | Recorde asiático      | Recorde asiático (Asian)              | DNS                        | Não largou (Did not start)                |   |                                      |
| Recorde nacional      | Recorde nacional (National record)           | Recorde europeu       | Recorde europeu (European)            | DNF                        | Não terminou (Did not finish)             |   |                                      |
| Recorde pessoal       | Recorde pessoal do atleta (Personal best)    | Recorde da Oceania    | Recorde da Oceania (Oceania)          | DSQ / DQ                   | Desclassificado (Disqualified)            |   |                                      |
| Recorde da temporada  | Recorde da temporada do atleta (Season best) | Recorde sul-americano | Recorde sul-americano (South America) | NM                         | Sem marca (No mark)                       |   |                                      |